# Fossa delle Filippine
La fossa delle Filippine (conosciuta anche come fossa di Mindanao) è una fossa oceanica situata nell'oceano Pacifico settentrionale.

## Geografia
Si allunga per circa 1.300 chilometri con direzione nord-sud, immediatamente ad oriente dell'arcipelago omonimo (isole di Samar e Mindanao) allungandosi fino all'isola indonesiana di Halmahera, segnando parte del confine geologico fra la placca delle Filippine e la placca euroasiatica; raggiunge una profondità massima di circa 10.540 metri (terza fossa più profonda al mondo) nell'abisso Galathea, così chiamato dal nome della nave danese che la misurò nel 1951.
In precedenza, dei tentativi di misurazione erano stati eseguiti dall'equipaggio dell'imbarcazione tedesca Emden nel 1927 e dagli statunitensi della Cape Johnson nel 1945 (quando furono misurati 10.497 metri). Dai nomi di queste due navi deriva l'etimologia rispettivamente dell'abisso Emden e dell'abisso Cape Johnson.